# Myliobatis australis
Myliobatis australis es una especie de pez de la familia Myliobatidae en el orden de los Rajiformes.

## Morfología
• Los machos pueden llegar alcanzar los 120 cm de longitud total y 56,5 kg de peso.

## Reproducción
Es ovíparo.

## Alimentación
Come cangrejos y marisco.

## Hábitat
Es un pez  de mar de  clima tropical y asociado a los  arrecifes de coral que vive hasta los 85 m de profundidad.

## Distribución geográfica
Se encuentra en el Océano Índico oriental: el sur de Australia (en Australia Occidental hasta Queensland ).

## Observaciones
Es  venenoso para los humanos.